# Władysławów Bielawski
Władysławów Bielawski [pronunciación en polaco: /vwadɨˈswavuf bjɛˈlafski/] es un pueblo ubicado en el distrito administrativo de Gmina Głowno, dentro del condado de Zgierz, voivodato de Łódź, en el centro de Polonia. Se encuentra a unos 6 kilómetros al norte de Głowno, a 28 kilómetros al noreste de Zgierz, y a 32 kilómetros al noreste de la capital regional Łódź.